# 丸う
株式会社丸う（まるう）は、神奈川県小田原市に本社を置くかまぼこの製造販売を手掛ける企業。なお、本項では商標承継前の同じ住所にあった株式会社丸う田代についても述べる。

## 概要
田代卯之助が小田原市浜町で蒲鉾製造業を始めた1870年を創業年としている。
2020年に創業150年の老舗かまぼこ店「丸う田代」が自己破産。丸う田代の事業停止直後の2020年10月に、東京都中央区に本社を置き、不動産売買・賃貸・開発や一般事業会社への投資などを手がけている東銀リアルエステートが出資した新会社である田代商店株式会社を設立。2021年に田代商店株式会社が株式会社丸う田代の破産管財人から「丸う」の商標を取得し、田代商店株式会社は株式会社丸うに商号変更した。丸う田代最後の社長となった田代勇生も、生産本部長に就任した。
2021年11月21日から営業を部分再開し、同年12月上旬に全面開業した。
一方で、丸う本社兼小田原駅前店の建物や本店駐車場棟など、丸う田代が所有していた不動産は、横浜地方裁判所小田原支部において不動産競売に掛けられることになった。2022年11月16日に開札が行われ、丸う本社兼小田原駅前店の建物は10名による入札の結果、1億7220万円で法人が落札した他、本店駐車場棟の建物は5名による入札の結果、2801万1000円で法人が落札した。その後本店駐車場棟の建物の売却が正式に確定したため、自動車での来店客が占めていた丸うは、営業が困難となり、2023年2月をもって一旦営業を休止した。
2023年8月、神戸に本社を置く珍味メーカー株式会社伍魚福と製造販売業務提携を行い、同年11月からオンライン通販と小売店への卸売を再開した。2024年3月1日、株式会社伍魚福が丸うの全株を取得して子会社化し、山中勧（伍魚福社長）が社長に就任、営業を継続することとなった。

## 商品
- かまぼこ
- 手焼き「だて巻」
- 生造り「いか塩辛」、糀造り「いか塩辛」

## 歴史

### 創業
1870年に創業。初代田代卯之吉はもともとは鮮魚商であったが、高級料理用にかまぼこ作りをはじめたのが丸う（正確には「○」のなかに「う」の形）の始まりで、丸うの「う」は卯之吉の「卯」に由来する。1951年に法人へ改組し株式会社丸う田代商店となる。かまぼこを主力に、はんぺん、ちくわなどの水産練製品を自社工場で製造し、かまぼこに関しては小田原蒲鉾の御三家に数えられており、全国蒲鉾品評会においても農林水産大臣賞や水産庁長官賞を受賞するなど、一定の知名度を有していた。1974年には静岡県焼津市に静岡工場を建設し、生産の中心を静岡工場へ移した。

### 株式会社丸う田代
1991年に株式会社丸う田代商店から株式会社丸う田代に商号変更。同業者であり、2019年6月に破産手続開始決定を受けた美濃屋吉兵衛商店とは、丸う田代が所有する不動産を美濃屋吉兵衛商店へ賃貸するなどの関係があった。
販売ルートは、直営店の他にも、築地市場や豊洲市場などの市場を経由してスーパーや百貨店へ販売を行っていた他、高速道路のサービスエリアや箱根・小田原地区の土産物販売店にも販路を拡大し、1992年3月期には25億6300万円の売上があった。
しかし、2002年に経理担当役員が約20年にわたって、8億5000万円の横領を行っていたことが発覚した他、過去の不動産所得に伴う借入金や、リストラや横領事件費用により、2013年3月期に債務超過へ転落。さらに、嗜好の変化や消費低迷、大涌谷における火山活動などによる箱根・伊豆地区の土産物販売が低迷したことなどや、同業者間の競争から業績が悪化。このため丸う田代は、2015年から神奈川県中小企業再生支援協議会の支援を受けることになり、丸う田代は2025年までの長期経営計画を策定し、不採算事業からの撤退を行うなどの再建計画を策定したが、それでも借入金が年商を上回りかつ債務超過に陥るなど資金繰りが悪化していき、複数の取引先への支払遅延や支払延期要請が表面化したことで対外信用が失墜した。
2020年3月期の売上も14億5298万円に留まり、7205万円の最終赤字に陥ったと同時に、5期連続で欠損を計上。さらに、2020年に発生した新型コロナウイルスにより直営店や取引先のの売上が低下するなど経営が悪化。
このため丸う田代は、製造に携わっていた従業員を解雇し、自社製品を在庫対応に切り替えるなどの経営改善を図った他、支援スポンサーを探すことになった。政府による実質無利子・無担保融資も受けることも不可能となった他、最終的にスポンサーを見つけることはできなかった。このため丸う田代は、2020年10月1日に事後処理を弁護士に一任した。同年10月11日に全ての直営店の営業が終了し、同年11月27日に横浜地方裁判所小田原支部へ破産を申請し、同年12月1日に破産手続開始決定を受けた。負債総額は24億2400万円。小田原市に本社を置く老舗企業の倒産は美濃屋吉兵衛商店以来となった。加盟していた小田原蒲鉾協同組合も、破産手続開始決定により退会した。
丸う田代の公式twitterでは、「経営環境の変化と今後の動向を見据えここで一旦、150年続きましたこの暖簾を畳むことにいたしました。 大変残念な選択ではございますが、次のステージを目指すことができるうちにとの一大決心でございます。 皆様には、長きにわたりご愛顧いただきましたことに心より御礼申し上げます」と発表している。
丸う田代と同業者であった美濃屋吉兵衛商店が経営破綻に追いやられた共通要因は、業容拡大に伴う多額の借入金、内部管理体制におけるコーポレート・ガバナンスの甘さ、地元の観光需要に左右されるビジネスモデルなどとされている。
2020年10月時点では、小田原市に直営店2店舗を展開していた。
丸う田代が所有していた丸う本社兼小田原駅前店の建物、本店駐車場棟、美濃屋吉兵衛商店旧本社の3つの不動産は、前述の通り横浜地方裁判所小田原支部において不動産競売に掛けられ、丸う本社兼小田原駅前店の建物は10名による入札の結果、1億7220万円で法人が、本店駐車場棟の建物は5名による入札の結果、2801万1000円で法人が、美濃屋吉兵衛商店旧本社も2001万円で法人がそれぞれ落札した。